# 蓬特納雄耐爾 (桑坦德省)
蓬特納雄耐爾是哥倫比亞的城鎮，位於該國東北部，由桑坦德省負責管轄，始建於1556年，面積315平方公里，海拔高度1,757米，2005年人口14,243，人口密度每平方公里45.22人。
5°53′N 73°41′W / 5.883°N 73.683°W